# Francesco Alberoni
Pour les articles homonymes, voir Alberoni.
Francesco Alberoni, né le 31 décembre 1929 à Borgonovo Val Tidone dans la province de Plaisance en Émilie-Romagne et mort à Milan le 14 août 2023, est un sociologue, journaliste et professeur en sociologie italien. Il a été membre du conseil d’administration et Conseiller à la place du président de la RAI, télévision nationale italienne, entre 2002 et 2005.
Alberoni est un des rares journalistes à avoir un éditorial en première page du Corriere della Sera, journal le plus prestigieux d’Italie, qui présente chaque lundi un éditorial de quatre colonnes intitulé Pubblico e Privato depuis 1982. Le Corriere della Sera publie les articles d’Alberoni depuis 1973.

## Biographie

### Enfance et adolescence
Bien qu’Alberoni ait été un étudiant modèle et un véritable perfectionniste à l’école, il admet qu’il supportait mal la dure discipline militaire imposée aux élèves pendant la période fasciste. D’après son autobiographie, c’était un leader né, qui inventait toujours des jeux et des aventures pour son groupe d’amis. Étant donné qu’à cette époque il n’y avait pas de livres chez lui, Alberoni n’a découvert le plaisir de la lecture qu’à la fin de la Seconde Guerre mondiale. Il commença à passer des après-midi entiers à lire dans la bibliothèque publique de Plaisance, il aimait tout particulièrement l’histoire.
Alberoni étudia au Lycée scientifique puis se déplaça à Pavie pour étudier la médecine. À Pavie, il entra en contact avec frère Agostino Gemelli qui le poussa à poursuivre des études dans le domaine du comportement social.
En 1958, Alberoni épousa Vincenza Pugliese, avec laquelle il eut trois enfants : Margherita, Francesca et Paolo Giovanni Agostino (en hommage à frère Agostino Gemelli). Il vécut par la suite avec Laura Bonin, avec laquelle il eut un quatrième enfant : Giulio (en hommage à son aïeul Giulio Alberoni), puis épousa en 1998 Rosa Giannetta.

### Carrière académique
Sa carrière académique comprend les fonctions suivantes :
- Professeur de psychologie à l’Université catholique du Sacré-Cœur à Milan en 1960
- Professeur adjoint de sociologie en 1961, puis professeur titulaire de sociologie à l’Université Catholique du Sacré-Cœur à Milan en 1964
- Membre de la Commission nationale du Olivetti-Ford Foundation Social Science Research Council
- Directeur à l’Université de Trente (Italie) de 1968 à 1970
- Professeur à l’Université de Lausanne puis à l’Université de Catane et enfin à l’Université d'État de Milan en 1978
- Fondateur de l'Université libre des langues et de la communication (IULM) dont il a été le directeur de 1998 à 2001
- Membre du Conseil d’administration de Cinecittà holding, l'organisme contrôlant le pôle cinématographique de Rome (2002-2005)
- Président du Centre expérimental de cinématographie à Rome depuis 2002

## Publications
Alberoni a mené de nombreuses recherches dans le domaine de la sociologie des mouvements et des individus, spécialement sur la nature de l’amour et sur les relations entre individus et groupes.

La pierre angulaire de la construction de la pensée sociale/philosophique/psychologique d’Alberoni apparaît et s’impose dans le livre Movimento e istituzione de 1977. Il représente l’un des premiers traités sociologiques au monde sur l’analyse sociologique des mouvements, sur leur naissance, leur évolution et leur mort. Ce livre est considéré, par la communauté scientifique, comme une étape fondamentale de l’analyse des mouvements. Le concept développé dans ce livre tourne autour du concept d’État naissant, la « condition naissante », le moment où l’union, les idées, la communication ne font plus qu’un et donne vie au mouvement. Ce premier travail a été précédé du livre Consumi e società (1964), qui a contribué à la formation de l’école du marketing en Italie.
En 1979, Alberoni publie Le Choc amoureux qui a eu un succès mondial. Dans ce livre, qui développe ultérieurement les idées et les modèles de Mouvement et d’institution, Alberoni soutient que l’expérience de l’amour est par essence la condition naissante d’un mouvement collectif comprenant exclusivement deux personnes. Alberoni explore ainsi le sujet de manière approfondie en utilisant le plus possible le langage amoureux plutôt que le jargon abstrait de la psychanalyse ou de la sociologie. Ce livre, rigoureusement scientifique tout en étant innovateur du point de vue linguistique, devient un best-seller international, traduit en vingt langues. Édité à maintes reprises, il est encore réimprimé dans beaucoup de pays.
Il publia L’amicizia (1984) et Erotismo (1986), livre dans lequel apparaît l’érotisme masculin et féminin. Puis Il volo nuziale (Garzanti, Milano, 1992) où il se penche sur l’attirance préadolescente et adolescente pour les stars de cinéma et par conséquent sur la tendance générale de la femme à rechercher des objets d’amour supérieurs.
Ses livres de sociologie comprennent Genesi (1989), qui illustre ses théories sur l’expérience fondamentale de l’État naissant, sur les différences entre état naissant et Nirvana, sur le concept de démocratie. Il complète l’analyse des mouvements et définit les complexes institutionnels nés de mouvements tels que le christianisme, l’islam et le marxisme comme « civilisations culturelles ».
Des recueils de courts essais sur le sujet des mouvements collectifs ont été inclus dans La sorgente dei sogni (Rizzoli, Milano, 2000). On peut en général trouver ses éditoriaux pour le Corriere della Sera aux éditions Rizzoli.
Les livres d’Alberoni ont un grand succès en Italie et dans le monde, ils ont été traduits dans plus de vingt langues : anglais, français, allemand, espagnol, portugais, russe, japonais, chinois, hébreu, turc, etc. Des publications contenant des articles d’Alberoni ont été pointées du doigt par la critique. En effet, on lui reproche son manque d’analyse scientifique et l’on réduit ses articles à de simples  conseils ménagers en ce qui concerne la vie actuelle et les questions amoureuses.
Ses deux dernières publications sont considérées comme étant importantes aussi bien au niveau des contenus que du style de l’écriture. En particulier Il mistero dell’innamoramento, spécialement dans la deuxième partie, offre une critique originale des plus importantes théories de l’amour, surtout de l’école française. Sesso e amore est la première analyse systématique dans ce domaine et constitue en revanche une révolution stylistique de l’essai.

## Autres images

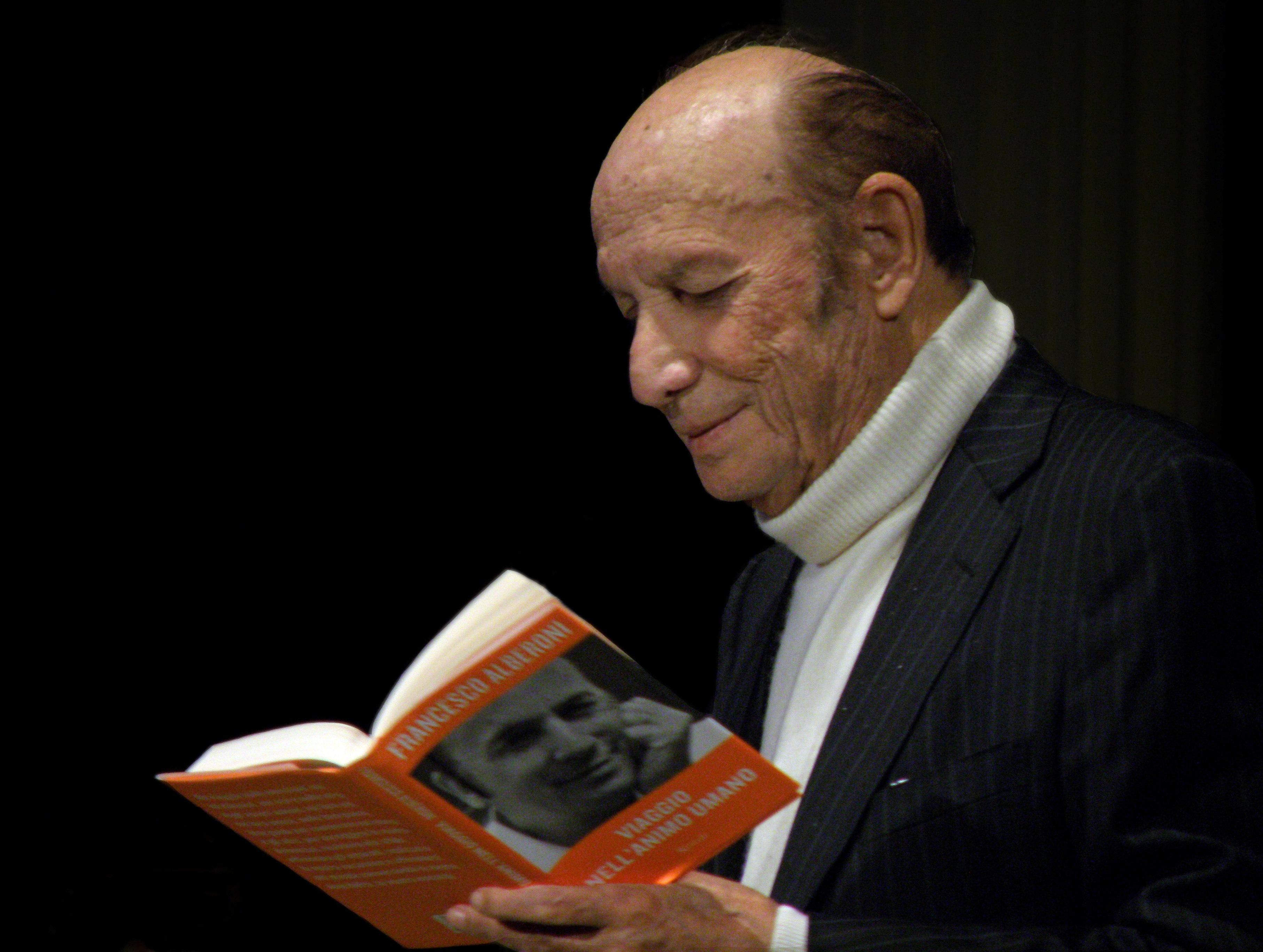
Le Pr Alberoni, lisant un de ses ouvrages, au théâtre Saint Babylas de Milan, en 2012.
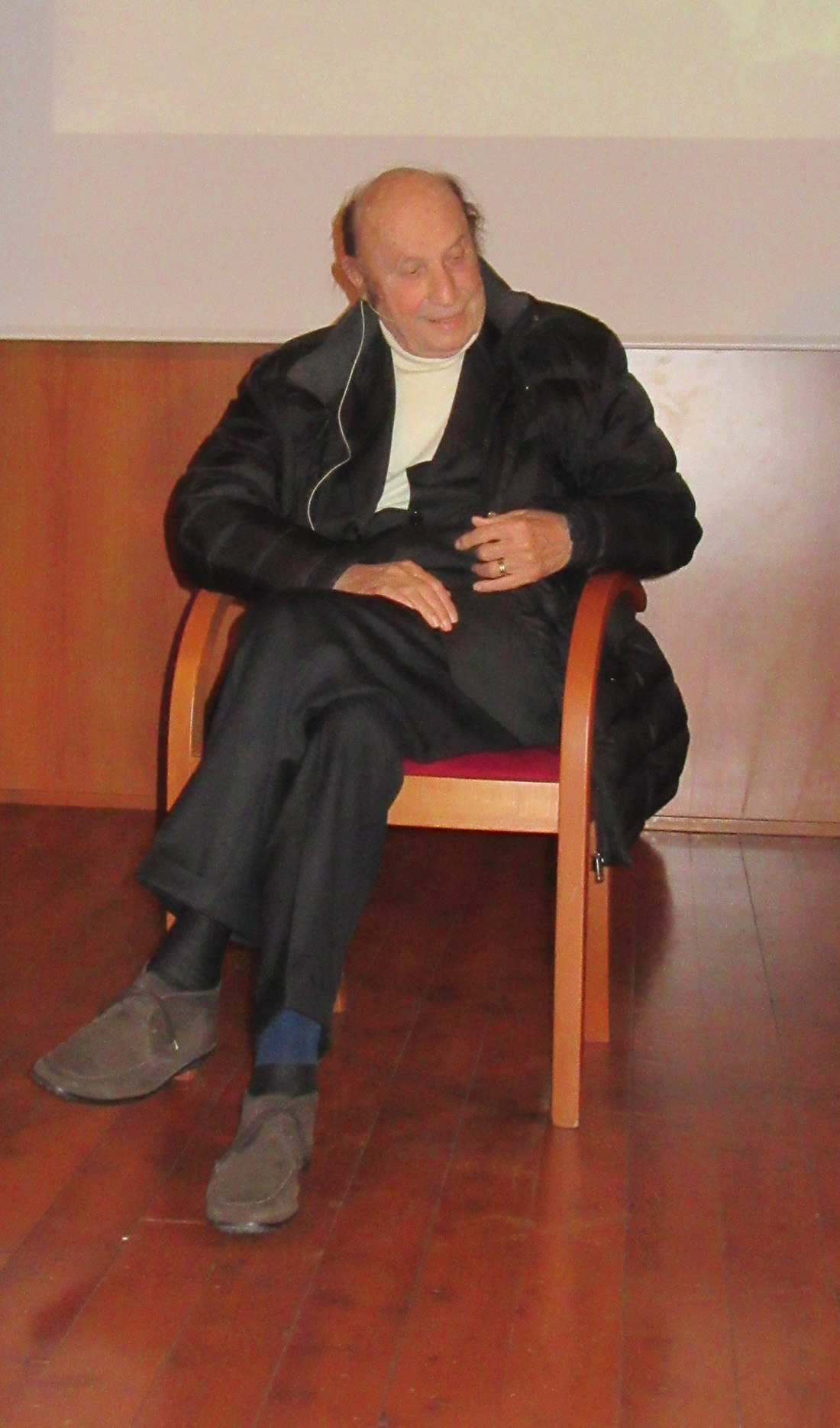
Le Pr Alberoni, durant un séminaire à Codogno, le 11 décembre 2016.